# Girihbitar

Exempel på mönster uppbyggt av girihformer.

Girihbitar (< pers.گره, "knut") är ett antal grundläggande geometriska former med vars hjälp det är möjligt att skapa girih, ett geometriskt mönster som är vanligt förekommande som ornament i persiska, turkiska och arabiska byggnadsverk.

## Användning

De fem girihformerna.

En uppsättning girih består vanligtvis av fem delar:
- en regelbunden tiosiding med den islamska tiouddiga stjärnan
- en regelbunden femsiding
- en sexsiding
- en fyrsiding
- en fluga

När girihbitarna läggs kant mot kant så att de täcker planet bildar de påritade linjerna de islamska girihmönstren. Bitarnas kanter syns inte i de färdiga mönstren. Alla girihbitar kan uppdelas i ett antal Penrosebitar. Med fyrtio Penrosebitar kan man återskapa den tiosidiga girihbiten.
Mönstren kan vara både regelbundna och kvasikristallina.

## Historia
Islamska arkitekter upptäckte omkring år 1200 att det går att konstruera mycket komplicerade mönster med hjälp av de fem mosaikbitarna. Eftersom bitarnas kanter inte syns i de färdiga mönstren var det länge svårt för västerländska matematiker att förstå hur girihmönstren hade konstruerats, trots att både linjerna och girihbitarnas kanter återfinns i arkitektritningar från 1400-talet. Dessa ritningar förvaras idag i Topkapimuseet i Istanbul.
Först 2007 kunde två amerikanska forskare, Peter Lu och Paul Steinhardt, publicera förklaringen med bitarna.
Matematiker trodde länge att den brittiske matematikern Roger Penrose på 1970-talet, med sina Penrosetessellationer, var den förste att skapa kvasikristallina mönster med enkla bitar, men islamska arkitekter gjorde detta redan på 1400-talet.